# Batalla de Blanchetaque
La Batalla de Blanchetaque  o  Blanchetacque  es va produir a 1346, sent la segona de les tres batalles de la campanya de Crécy d'Eduard III d'Anglaterra, després de la captura de Normandia i l'acostament de l'exèrcit anglès a París, durant els primers anys de la Guerra dels Cent Anys. Encara que no va tenir l'envergadura ni la notorietat de la batalla de Crécy, lliurada dos dies després, es pot dir que sense la victòria en Blanchetaque mai hagués estat possible la derrota de l'exèrcit francès a Crécy, ja que sense creuar el Riu Somme es trobaven en una posició molt desfavorable, envoltats pels francesos.

## Origen del conflicte
A conseqüència de la incapacitat d'Eduard III d'Anglaterra d'envair França a través de Flandes el 1340 després de la derrota a la batalla de Saint-Omer, va intentar el 1346 la captura de París per posar fi a la guerra. El rei anglès va capturar còmodament el ducat de Normandia i després d'una sèrie de fàcils victòries a Auberoche i Caen, es va decidir a enfrontar en tota regla a l'exèrcit francès.

## El desembarcament
Eduard III d'Anglaterra va desembarcar amb les seves forces, compostes per 14.000 homes, entre ells 2.800 cavallers i 2.800 arquers a cavall, a Saint-Vaast-la-Hougue el 12 de juliol de 1346, atacant amb devastadora eficàcia les viles de Valognes, Carentan i Saint-Lô, per derrotar els francesos a Caen, on va deixar una guarnició de 1.500 homes i l'exèrcit anglès va marxar cap a l'est, a al llarg del Sena.
Les forces franceses es van replegar ràpidament, utilitzant el que més tard seria conegut com a tàctica de terra cremada, destruint tot el que van trobar en la retirada, en un intent de deixar famolencs als anglesos en el seu avanç. Aquesta estratègia es va veure truncada el 14 d'agost, quan els anglesos es van fer amb un gual sense vigilància a la localitat de Poissy, i van construir un pont amb el qual van aconseguir creuar el Sena. Aquest fet va terroritzar a París, causant una gran alarma entre la població, però com l'exèrcit anglès es trobava envoltat entre el Sena i el Somme, tots dos infranquejables, cada pont i cada gual estava vigilat a consciència, amb Felip VI de França establert a París, i més tard a Amiens, per penetrar en la plana entre els rius, i donar caça als anglesos amb el seu exèrcit, considerablement més nombrós.
Felip VI va bastir un gegantí exèrcit francès amb 12.000 cavallers muntats, 6.000 ballesters genovesos italians, 20.000 a 30.000 lleves franceses, i tropes bohemies, mallorquines i navarreses, amb un total de 30.000 a 40.000 homes. Arribats a Louviers, els anglesos van començar a remuntar el Sena en direcció a París. Però en instal·lar el seu campament a Poissy, els observadors avançats d'Eduard van informar que l'enemic havia concentrat una gran força a Saint-Denis. Tement una greu derrota, els anglesos van intentar retrocedir fins a Calais.
Els francesos van perseguir als anglesos intentant atrapar-los contra el Somme, que ja havien fracassat dues vegades a Hangest-sur-Somme i Pont-Remy en intentar creuar abans de desplaçar-se al nord, cap a l'estuari del riu, buscant un gual pel qual poder travessar-lo. Darrere tenia a l'exèrcit francès, que tot i algunes trobades, no havia pogut arribar als anglesos. El 23 d'agost una força francesa va posar resistència al pas dels anglesos en Ouisemont, però van ser assolats per la cavalleria d'Eduard, i la població va ser cremada. La nit del 24 d'agost, les forces angleses van acampar a la localitat de Acheux, mentre les franceses es trobaven a deu quilòmetres custodiant el pont d'Abbeville, aprofitant per descansar per la marea alta, que impediria als anglesos travessar el riu, i aquestos es van dirigir a Blanchetaque, on havien rebut notícies d'un gual al riu.

## Batalla
A l'arribada al riu van comprovar que els francesos havien pres una defensa de la posició més forta del que en un principi havien cregut. Vigilant el pas havia 5.000 homes i 1.000 cavalls sota el comandament de Godemar du Foy, un general francès de gran experiència.
La marea, era considerablement alta a setze quilòmetres de la costa, no s'esperava que baixés a nivells suficients fins a diverses hores després. Durant aquest temps tots dos bàndols es van preparar per a l'acció, amb el rei Eduard convençut que haurien de creuar al riu en aquesta oportunitat, ja que els subministraments anglesos s'estaven esgotant, el seu exèrcit estava famolenc i començava a perdre moral. La força francesa es va distribuir en tres línies al llarg del pendent, amb els millors soldats, uns 500 home armats, posicionats al centre.
A les 8 del matí 100 cavallers anglesos i soldats armats van començar a creuar el gual, sota les ordres dels experimentats oficials Reginald Cobham, Thomas de Beauchamp, el comte de Warwick i William de Bohun, el comte de Northampton. Aquest avanç estava escortat per una gran quantitat d'arquers anglesos que van llançar una pluja de fletxes sobre les línies franceses, causant baixes i una important distracció de la defensa. Els ballesters genovesos al servei de França no van ser capaços de respondre de la mateixa manera i els anglesos van arribar el costat francès del riu. Ràpidament es va formar una melé a la vora del riu, amb un ferotge atac anglès que va formar un agrupament a la vora, el qual s'alimentava amb nous soldats a mesura que altres queien. La desesperació dels homes en terra i la precisió dels arquers van forçar als francesos a retrocedir fins que les seves línies es van trencar i van fugir cap a Abbeville, perseguits molt de prop per la cavalleria anglesa.
Una hora i mitja després que es trenquessin les línies franceses, l'exèrcit anglès al complet havia creuat el gual, i anava feia al nord a través d'una campanya rica en menjar i botí. Els francesos havien estat tan segurs que els anglesos no podrien creuar el Somme que no havien arrasat aquesta zona, de manera que els anglesos es van poder abastir, cremant les poblacions de Noyelles-sur-Mer i Le Crotoy al seu pas. El rei Felip no va trigar a córrer cap al seu enemic, arribant al gual tot just els anglesos haven creuat, i perseguint el molt menys nombrós exèrcit d'Eduard cap a la costa, però permetent als anglesos preparar la seva posició a prop de la ciutat de Crécy, on es va desenvolupar la batalla el 26 d'agost.

## Conseqüències
Les baixes en la batalla no es coneixen amb certesa, però es considera que almenys 2.000 soldats francesos van morir en l'acció, tant en la batalla com en la persecució posterior. De les baixes angleses se sap menys, però van haver de ser substancialment inferiors a les franceses.
És difícil determinar les conseqüències per a la seva exèrcit si no hagués sortit victoriós, però bé podria haver significat la fi per Eduard i el seu exèrcit. Blanchetaque era l'últim punt de pas possible abans d'arribar a la costa i l'exèrcit anglès no hauria pogut lluitar o marxar com una unitat cohesionada sense el menjar i les provisions que aquesta victòria els va oferir.
Sense la victòria en Blanchetaque, guanyada a base de determinació més que de tàctiques enginyoses, Eduard III d'Anglaterra no hauria estat capaç de trobar el menjar que el seu exèrcit necessitava desesperadament, ni tampoc hauria trobat l'excel·lent posició defensiva, amb la retirada coberta, des de la qual va guanyar la batalla de Crécy només dos dies després i que els va conduir al setge de Calais.